# Sphagnum inexspectatum
Sphagnum inexspectatum là một loài rêu trong họ Sphagnaceae. Loài này được Flatberg mô tả khoa học đầu tiên năm 2005.